# Federació Esportiva Catalana Paralítics Cerebrals
La Federació Esportiva Catalana Paralítics Cerebrals, també coneguda per les seves sigles FECPC, és un organisme privat i sense ànim de lucre que té com a objectiu acostar i facilitar la pràctica esportiva a les persones amb paràlisi cerebral a Catalunya.
A més d'organitzar programes dirigits als més petits i a les escoles com el Fent Esport, la FECPC és l'encarregada d'organitzar i gestionar les diferents lligues autonòmiques (Boccia, Futbol 7, Futbol Sala, Eslàlom). Des de fa uns anys la Federació ha organitzat importants competicions d'àmbit internacional. Té la seu a Barcelona i forma part de la Unió de Federacions Esportives de Catalunya.

## Història

### Orígens (1991-1996)
La FECPC es va crear a principis dels anys noranta com a Agrupació Esportiva gràcies a la col·laboració incondicional d'un conjunt de gent interessada i implicada en l'esport adaptat per a les persones afectades per lesions cerebrals. La majoria d'aquestes persones estaven relacionades amb la Confederació ASPACE, l'associació de pares de nens afectats de paràlisi cerebral que es van unir per resoldre els problemes i les carències dels seus fills.
L'Agrupació Esportiva de Paralítics Cerebrals es va constituir legalment el 5 de juny de 1991 amb quatre clubs afiliats. L'1 de juliol es va celebrar la primera reunió de la Junta Directiva presidida per Roser Pecanins.

### El Reconeixement com a Federació (1996-2001)
El 25 de juny de 1996 va ser reconeguda com a federació per la Secretaria General de l'Esport de la Generalitat de Catalunya, però no va ser fins al 18 de juliol de 2001 que va adoptar el nom oficial de Federació Esportiva Catalana de Paralítics Cerebrals. La feina de la Federació per acostar l'esport adaptat als paralítics cerebrals va començar abans del seu reconeixement i els Jocs Paralímpics de Barcelona del 1992 van ser una magnífica oportunitat per donar-se a conèixer.
Aquell mateix any l'Agrupació va organitzar el Campionat d'Espanya de boccia al CAR de Sant Cugat i posteriorment van arribar el de ciclisme a Terrassa (1996), el d'eslàlom a Barcelona (1997), el de futbol a Vilafranca del Penedès (1999), el de tenis taula a Granollers i el de natació a Barcelona (2000). L'any següent es va organitzar un altre campionat de boccia a Reus (2001) i un d'eslàlom a Lleida (2002).

### Seleccions Catalanes (1999-2000)
Entre els anys 1999 i 2000 la Federació va crear les seleccions catalanes de paralítics cerebrals de diversos esports com la Selecció Catalana de Futbol 7 (1999), la Selecció Catalana de Boccia (2000) o la Selecció Catalana d'Eslàlom en Cadira de Rodes (2000).

### Projecció Internacional (2006-)
L'any 2006 la Federació Esportiva Catalana de Paralítics Cerebrals organitza el 1r Triangular de Futbol 7 a Barcelona i el 1r Open Internacional d'Eslàlom a Sant Cugat. Les dues competicions són els primers esdeveniments de la FECPC amb caràcter internacional, convidant a la participació en equips i esportistes de fora de l'estat espanyol. Aquests tornejos són el preludi d'una expansió en l'àmbit internacional que no ha parat de créixer i que el 2018 s'ha marcat la fita més ambiciosa amb l'organització dels Jocs Mundials per a Paralítics Cerebrals a Sant Cugat.

## Presidents

### Roser Pecanins Vallès(1991-2002)
Va ser una de les fundadores i la primera presidenta. Durant els seus onze anys de presidència, la federació va anar obrint-se camí per passar de ser una entitat minoritària a poder fer front a un futur prometedor en benefici de tot l'esport adaptat de Catalunya van organitzar vuit campionats estatals i es van crear diverses seleccions catalanes, es va viure la celebració de tres Jocs Paralímpics durant el seu mandat, en els quals van participar esportistes de la federació, a banda dels molts que van ser seleccionats per participar en altres encontres i campionats de nivell internacional. Des del 2002 és la presidenta honorífica des la federació.

### Carles Muñoz Vázquez (2002-)
Presideix la federació del 2002, en la qual ja havia fet les funcions de tresorer en la Junta anterior. Compagina des de 2004 la presidència de la Federació Catalana amb la de la Federación Espanyola de Deportes de Personas con Parálisis Cerebral y Lesión Cerebral (FEDPC), càrrec per al qual el 2010 va renovar el seu mandat fins al 2014, així com el tresorer del Comitè Paralímpic Espanyol. Durant el seu mandat, la federació s'ha anat engrandint i creixent tant en el nombre de llicències federatives com en l'organització i celebració de campionats de nivell estatal i internacional, destacant en aquest darrer apartat els d'atletisme, natació, futbol 7, eslàlom o boccia. En aquests anys s'han produït molts bons resultats per a les seleccions catalanes de dos esports específics per a paralítics cerebrals com l'eslàlom en cadira de rodes, en què Catalunya va ser campiona d'Espanya en eliminació per equips durant dos anys consecutius (2003 i 2004) o la boccia, també amb dos títols consecutius per a Catalunya (2008 i 2009). Des que ocupa la presidència ha viscut dos Jocs Paralímpics (Atenes 2004 i Pequín 2008), en què molts esportistes catalans han format part de les seleccions espanyoles d'esports de paralítics cerebrals.

## Objectiu
La federació té com a finalitat el foment, la promoció i la gestió de l'activitat física i esportiva entre les persones amb paràlisi cerebral i regula la pràctica de les disciplines següents: atletisme, bàsquet, bitlles, boccia, caiac de mar, ciclisme, eslàlom en cadira de rodes, esquí alpí, esquí de fons, excursionisme, futbol sala, futbol set, halterofília, handbol, hípica, hoquei en cadira de rodes elèctrica, natació, tenis taula, tir amb arc i vela.
També s'encarrega de la formació de tècnics, entrenadors, àrbitres, jutges i metges. Durant tots aquests anys, la federació ha nodrit amb nombrosos representants les seleccions estatals que han participat en els Jocs Paralímpics Tot l'esport adaptat en general ha anat ha adquirit un caràcter molt més competitiu, i la federació ha organitzant Campionats d'Espanya de la majoria d'esports i s'han creat moltes competicions de caràcter internacional en què els esportistes i les seleccions catalanes han obtingut molt bons resultats.

## CP World Games - Sant Cugat 2018
La Federació Esportiva Catalana de Paralítics Cerebrals, juntament amb CPISRA, organitzarà els Cerebral Palsy World Games (jocs mundials per a persones amb paràlisi cerebral) a Sant Cugat durant l'agost del 2018. Es l'esdeveniment més important que ha orgaitzat la Federació des de la creació, amb una participació estimada d'unes 1000 persones entre esportistes, assistents, àrbitres i voluntaris.

## FECPC Internacional
Des de l'any 2006 la Federació ha organitzat competicions dirigides a equips i esportistes de fora de Catalunya i de l'estat espanyol.